# Lubuk Sahung (Selagan Raya)
Lubuk Sahung is een bestuurslaag in het regentschap Muko-Muko van de provincie Bengkulu, Indonesië. Lubuk Sahung telt 597 inwoners (volkstelling 2010).